# Mirana Likar
Mirana Likar Bajželj (* 1961 in Novo mesto, Jugoslawien) ist eine slowenische Schriftstellerin.

## Leben und Werk
Likar Bajželj studierte Slowenistik und Bibliothekswesen an der Philosophischen Fakultät der Universität Ljubljana. Sie arbeitet als Slowenischlehrerin an einer Grundschule.
2006 begann sie mit dem Schreiben von Kurzprosa und erhielt noch im selben Jahr für eine Kurzgeschichte den Preis Onino pero der Tageszeitung Delo. 2007 gewann sie den Hauptpreis beim Festival junger Literatur Urška. 2009 veröffentlichte sie ihren ersten Kurzgeschichtenband Sobotne zgodbe („Samstagsgeschichten“), der 2010 für den Preis für das beste literarische Debüt nominiert war. Im selben Jahr gewann sie mit einer Kurzgeschichte den Wettbewerb des Portals AirBeletrina. Ihr zweiter Kurzgeschichtenband Sedem besed („Sieben Worte“) erschien 2012. Mit Glasovi („Stimmen“) gab sie 2015 ihren dritten Kurzprosaband heraus. 2022 erschien ihr vierter Band Ženska hiša („Das Frauenhaus“).
2017 veröffentlichte Likar Bajželj ihren ersten Roman, die Familiensaga Babuškin kovček („Babuškas Koffer“), die sich um vier Frauen aus vier Generationen dreht. 2018 folgte die Novelle Bibavica („Gezeiten“), der ebenfalls von einer weiblichen Protagonistin und deren Verhältnis zur Vergangenheit handelt. Auch ihr dritter Roman Pripovedovalec („Der Erzähler“) behandelt das Schicksal eines Menschen im Laufe der Geschichte: Protagonist Nikolaj Šturm erzählt im hohen Alter davon, wie er im Laufe des 20. Jahrhunderts aufgrund von politischen Veränderungen mehrere Armeen, politische Systeme und Identitäten wechselte.
Mirana Likar Bajželj publiziert ausschließlich unter dem Namen Mirana Likar. Sie lebt in Ljubljana und ist Mitglied des Slowenischen Schriftstellerverbands.

## Publikationen

### Kurzprosa
- Ženska hiša. Novo mesto: Goga, 2022.
- Glasovi. Ljubljana: Modrijan, 2015.
- Sedem besed. Ljubljana: LUD Literatura, 2012.
- Sobotne zgodbe. Ljubljana: Cankarjeva založba, 2009.

#### In deutscher Übersetzung
Vertreten in: Winzige Anomalien. Anthologie slowenischer Kurzprosa. Ljubljana: LUD Literatura; Graz: Klingenberg, 2022.

### Romane
- Pripovedovalec. Novo mesto: Goga, 2020.
- Bibavica. Ljubljana: Modrijan, 2018.
- Babuškin kovček. Ljubljana: Modrijan, 2017.